# Llista de topònims de Sant Iscle de Vallalta
Llista de topònims (noms propis de lloc) del municipi de Sant Iscle de Vallalta, al Maresme
Informació actualitzada per un bot. Els canvis manuals es perdran quan s'actualitzi!

## assentament humà
| imatge | Nom                | Ubicat a               | instància de     | Detalls | coordenades                                                               | Protecció                   | Commons (més fotos) | Dades a WD                    |
| ------ | ------------------ | ---------------------- | ---------------- | ------- | ------------------------------------------------------------------------- | --------------------------- | ------------------- | ----------------------------- |
|        | Can Ginebra        | Sant Iscle de Vallalta | assentament humà |         | 41° 37′ 17″ N, 2° 38′ 32″ E / 41.6214°N,2.64222°E                         |                             |                     | Modifica les dades a Wikidata |
|        | Veïnat de la Salut | Sant Iscle de Vallalta | assentament humà |         | 41° 37′ 54″ N, 2° 33′ 57″ E / 41.631549°N,2.565749°E ca:La Salut 154 msnm | bé cultural d'interès local |                     | Modifica les dades a Wikidata |

## casa
| imatge | Nom               | Ubicat a               | instància de | Detalls                                  | coordenades                                                                        | Protecció                                  | Commons (més fotos) | Dades a WD                    |
| ------ | ----------------- | ---------------------- | ------------ | ---------------------------------------- | ---------------------------------------------------------------------------------- | ------------------------------------------ | ------------------- | ----------------------------- |
|        | Can Ginebra       | Sant Iscle de Vallalta | casa         |                                          |                                                                                    | bé cultural d'interès local                |                     | Modifica les dades a Wikidata |
|        | Villa Conchi      | Sant Iscle de Vallalta | casa         | Estil: arquitectura popular 20th century | 41° 37′ 27″ N, 2° 34′ 07″ E / 41.6243°N,2.5686°E ca:Carrer de Sant Jaume, núm. 18. | bé integrant del patrimoni cultural català |                     | Modifica les dades a Wikidata |
|        | Vil·la Maria Rosa | Sant Iscle de Vallalta | casa         |                                          | 41° 37′ 38″ N, 2° 34′ 18″ E / 41.62722222222222°N,2.5716666666666668°E             | bé cultural d'interès local                |                     | Modifica les dades a Wikidata |

## entitat singular de població
| imatge | Nom                    | Ubicat a               | instància de                                                                   | Detalls  | coordenades                                                                 | Protecció | Commons (més fotos) | Dades a WD                    |
| ------ | ---------------------- | ---------------------- | ------------------------------------------------------------------------------ | -------- | --------------------------------------------------------------------------- | --------- | ------------------- | ----------------------------- |
|        | Can Ginebre            | Sant Iscle de Vallalta | entitat singular de població                                                   | 106 hab  | 41° 37′ 24″ N, 2° 34′ 48″ E / 41.6234146947497°N,2.57986517016839°E 89 msnm |           |                     | Modifica les dades a Wikidata |
|        | Sant Iscle de Vallalta | Sant Iscle de Vallalta | entitat singular de població capital municipal ens local històric de Catalunya | 1177 hab | 41° 37′ 25″ N, 2° 34′ 09″ E / 41.62356007°N,2.56928753°E 129 msnm           |           |                     | Modifica les dades a Wikidata |
|        | la Font del Montnegre  | Sant Iscle de Vallalta | entitat singular de població                                                   | 180 hab  | 41° 39′ 13″ N, 2° 34′ 05″ E / 41.653611°N,2.568056°E 537 msnm               |           |                     | Modifica les dades a Wikidata |

## església
| imatge | Nom                                | Ubicat a               | instància de     | Detalls                     | coordenades | Protecció | Commons (més fotos)                         | Dades a WD                    |
| ------ | ---------------------------------- | ---------------------- | ---------------- | --------------------------- | --- | --------- | ------------------------------------------- | ----------------------------- |
|        | església de Sant Iscle de Vallalta | Sant Iscle de Vallalta | església         | Estil: arquitectura popular | 41° 37′ 25″ N, 2° 34′ 10″ E / 41.6235°N,2.56941°E 125 msnm |           | Església de Sant Iscle de Vallalta          | Modifica les dades a Wikidata |
|        | la Salut                           | Sant Iscle de Vallalta | església capella | 1885                        | 41° 37′ 50″ N, 2° 33′ 54″ E / 41.630671°N,2.565078°E ca:Al nord-est del nucli urbà, entre els veïnats de la Salut (N-E), de Can Llop (N) i de Can Soler (S). 170 msnm |           | Ermita de la Salut (Sant Iscle de Vallalta) | Modifica les dades a Wikidata |

## masia
| imatge | Nom                     | Ubicat a               | instància de | Detalls                                                      | coordenades | Protecció                                  | Commons (més fotos)                    | Dades a WD                    |
| ------ | ----------------------- | ---------------------- | ------------ | ------------------------------------------------------------ | --- | ------------------------------------------ | -------------------------------------- | ----------------------------- |
|        | Ca l'Aranyó             | Sant Iscle de Vallalta | masia        | Estil: arquitectura popular 1601                             | 41° 37′ 43″ N, 2° 33′ 46″ E / 41.62848°N,2.56269°E ca:Al quadrant meridional del municipi, al nord del centre urbà i a tocar del veïnat d'en Soler.              | bé cultural d'interès local                |                                        | Modifica les dades a Wikidata |
|        | Ca l'Escorxa            | Sant Iscle de Vallalta | masia        |                                                              | 41° 38′ 25″ N, 2° 35′ 14″ E / 41.6401587127227°N,2.58721295201235°E                                                                                              |                                            |                                        | Modifica les dades a Wikidata |
|        | Ca l'Isidret            | Sant Iscle de Vallalta | masia        |                                                              | 41° 39′ 04″ N, 2° 35′ 26″ E / 41.6511594840206°N,2.59056538661581°E                                                                                              |                                            |                                        | Modifica les dades a Wikidata |
|        | Ca l'Oller              | Sant Iscle de Vallalta | masia        | Estil: arquitectura eclèctica                                | 41° 38′ 20″ N, 2° 33′ 05″ E / 41.63898°N,2.55142°E ca:Camí de Ca l'Oller                                                                                         | bé cultural d'interès local                | Ca l'Oller (Sant Iscle de Vallalta)    | Modifica les dades a Wikidata |
|        | Ca n'Alomar             | Sant Iscle de Vallalta | masia        |                                                              | 41° 39′ 11″ N, 2° 35′ 31″ E / 41.6530287559043°N,2.59191064198734°E                                                                                              |                                            |                                        | Modifica les dades a Wikidata |
|        | Cal Cerdà               | Sant Iscle de Vallalta | masia        |                                                              | 41° 38′ 52″ N, 2° 35′ 21″ E / 41.6478757126345°N,2.58912111562592°E                                                                                              |                                            |                                        | Modifica les dades a Wikidata |
|        | Cal Cisteller           | Sant Iscle de Vallalta | masia        | Estil: arquitectura popular                                  | | bé cultural d'interès local                |                                        | Modifica les dades a Wikidata |
|        | Cal Coix                | Sant Iscle de Vallalta | masia        |                                                              | 41° 38′ 16″ N, 2° 34′ 43″ E / 41.6378212010136°N,2.57848688632634°E                                                                                              |                                            |                                        | Modifica les dades a Wikidata |
|        | Cal Gomis               | Sant Iscle de Vallalta | masia        |                                                              | 41° 39′ 03″ N, 2° 35′ 30″ E / 41.6509110051746°N,2.59161176695701°E                                                                                              |                                            |                                        | Modifica les dades a Wikidata |
|        | Cal Peraire             | Sant Iscle de Vallalta | masia        | Estil: arquitectura popular                                  | 41° 39′ 10″ N, 2° 32′ 40″ E / 41.65286°N,2.54457°E 434 msnm | bé cultural d'interès local                | Cal Peraire (Sant Iscle de Vallalta)   | Modifica les dades a Wikidata |
|        | Cal Ratet               | Sant Iscle de Vallalta | masia        |                                                              | 41° 36′ 59″ N, 2° 34′ 45″ E / 41.6164764334169°N,2.57913001347542°E                                                                                              |                                            |                                        | Modifica les dades a Wikidata |
|        | Cal Rei                 | Sant Iscle de Vallalta | masia        | Estil: arquitectura popular                                  | 41° 37′ 20″ N, 2° 34′ 15″ E / 41.62212°N,2.57073°E ca:Veïnat de Can Llop. 'Fora Vila', al marge esquerre de la riera de Vallalta, al pk 22 de la BV-5128.        | bé integrant del patrimoni cultural català |                                        | Modifica les dades a Wikidata |
|        | Cal Vermell             | Sant Iscle de Vallalta | masia        |                                                              | 41° 37′ 54″ N, 2° 33′ 57″ E / 41.6317304595676°N,2.56588455364327°E                                                                                              |                                            |                                        | Modifica les dades a Wikidata |
|        | Can Bacs                | Sant Iscle de Vallalta | masia        | Estil: arquitectura popular                                  | 41° 37′ 31″ N, 2° 34′ 57″ E / 41.62535°N,2.58244°E | bé cultural d'interès local                |                                        | Modifica les dades a Wikidata |
|        | Can Baltà               | Sant Iscle de Vallalta | masia        |                                                              | 41° 37′ 35″ N, 2° 34′ 20″ E / 41.6264667122752°N,2.57215032186641°E                                                                                              |                                            |                                        | Modifica les dades a Wikidata |
|        | Can Banús               | Sant Iscle de Vallalta | masia        |                                                              | 41° 37′ 42″ N, 2° 34′ 48″ E / 41.628349664923°N,2.5799059101229°E                                                                                                |                                            |                                        | Modifica les dades a Wikidata |
|        | Can Barraquer           | Sant Iscle de Vallalta | masia        |                                                              | 41° 37′ 49″ N, 2° 33′ 26″ E / 41.6303370675794°N,2.55715393424768°E                                                                                              |                                            |                                        | Modifica les dades a Wikidata |
|        | Can Bataller            | Sant Iscle de Vallalta | masia        | Estil: arquitectura gòtica arquitectura popular 15th century | 41° 38′ 13″ N, 2° 34′ 59″ E / 41.6369°N,2.58315°E 167 msnm | bé integrant del patrimoni cultural català |                                        | Modifica les dades a Wikidata |
|        | Can Batalló             | Sant Iscle de Vallalta | masia        |                                                              | 41° 37′ 46″ N, 2° 34′ 06″ E / 41.6295780943051°N,2.56837208773419°E                                                                                              |                                            |                                        | Modifica les dades a Wikidata |
|        | Can Bernal              | Sant Iscle de Vallalta | masia        |                                                              | 41° 38′ 32″ N, 2° 34′ 48″ E / 41.6423397676403°N,2.58011450023891°E                                                                                              |                                            |                                        | Modifica les dades a Wikidata |
|        | Can Bodriques           | Sant Iscle de Vallalta | masia        | Estil: arquitectura popular                                  | | bé cultural d'interès local                |                                        | Modifica les dades a Wikidata |
|        | Can Bordes              | Sant Iscle de Vallalta | masia        |                                                              | 41° 38′ 40″ N, 2° 33′ 23″ E / 41.6445112575917°N,2.55633640744203°E                                                                                              |                                            |                                        | Modifica les dades a Wikidata |
|        | Can Bruno               | Sant Iscle de Vallalta | masia        |                                                              | 41° 38′ 39″ N, 2° 33′ 23″ E / 41.6442956003639°N,2.55646997528168°E                                                                                              |                                            |                                        | Modifica les dades a Wikidata |
|        | Can Camps               | Sant Iscle de Vallalta | masia        |                                                              | 41° 37′ 34″ N, 2° 34′ 10″ E / 41.626249°N,2.569482°E | bé cultural d'interès local                |                                        | Modifica les dades a Wikidata |
|        | Can Carabisco           | Sant Iscle de Vallalta | masia        |                                                              | 41° 38′ 20″ N, 2° 33′ 30″ E / 41.6389529072624°N,2.55843974462333°E                                                                                              |                                            |                                        | Modifica les dades a Wikidata |
|        | Can Casas               | Sant Iscle de Vallalta | masia        | Estil: arquitectura popular                                  | 41° 37′ 24″ N, 2° 34′ 33″ E / 41.62339°N,2.57588°E | bé cultural d'interès local                |                                        | Modifica les dades a Wikidata |
|        | Can Castellar           | Sant Iscle de Vallalta | masia        | Estil: arquitectura popular                                  | 41° 38′ 52″ N, 2° 34′ 54″ E / 41.64786°N,2.58163°E ca:Al sector nord-est del municipi, dins el Parc del Montnegre i el Corredor, prop del fondo homònim.         | bé integrant del patrimoni cultural català | Can Castellar (Sant Iscle de Vallalta) | Modifica les dades a Wikidata |
|        | Can Coll                | Sant Iscle de Vallalta | masia        |                                                              | 41° 38′ 00″ N, 2° 34′ 14″ E / 41.633207°N,2.570625°E ca:Al nord-est del veïnat de la Salut, entre la canal de Can Coll i Can Coll Nova.                          | bé cultural d'interès local                |                                        | Modifica les dades a Wikidata |
|        | Can Cuca                | Sant Iscle de Vallalta | masia        |                                                              | 41° 38′ 17″ N, 2° 35′ 00″ E / 41.6380100620635°N,2.5833484412397°E                                                                                               |                                            |                                        | Modifica les dades a Wikidata |
|        | Can Domènec             | Sant Iscle de Vallalta | masia        |                                                              | 41° 38′ 05″ N, 2° 33′ 40″ E / 41.6346662384893°N,2.56099031597504°E                                                                                              |                                            |                                        | Modifica les dades a Wikidata |
|        | Can Ferriol             | Sant Iscle de Vallalta | masia        |                                                              | 41° 39′ 11″ N, 2° 32′ 41″ E / 41.6529235092145°N,2.54470139291588°E                                                                                              |                                            |                                        | Modifica les dades a Wikidata |
|        | Can Giralt              | Sant Iscle de Vallalta | masia        |                                                              | 41° 39′ 01″ N, 2° 35′ 06″ E / 41.650373820616°N,2.58497408607331°E ca:Veïnat de Can Palau, entre els fondos de Can Castellar i de Can Patalina.                  |                                            |                                        | Modifica les dades a Wikidata |
|        | Can Gravat              | Sant Iscle de Vallalta | masia        |                                                              | 41° 38′ 40″ N, 2° 33′ 31″ E / 41.6444210564584°N,2.55864257443788°E                                                                                              |                                            |                                        | Modifica les dades a Wikidata |
|        | Can Gurri               | Sant Iscle de Vallalta | masia        | Estil: arquitectura popular                                  | 41° 38′ 03″ N, 2° 33′ 25″ E / 41.63408°N,2.55685°E | bé cultural d'interès local                |                                        | Modifica les dades a Wikidata |
|        | Can Jaume del Crestat   | Sant Iscle de Vallalta | masia        | Estil: arquitectura popular                                  | 41° 38′ 44″ N, 2° 34′ 06″ E / 41.645606°N,2.568456°E | bé cultural d'interès local                |                                        | Modifica les dades a Wikidata |
|        | Can Jordi               | Sant Iscle de Vallalta | masia        | Estil: arquitectura popular                                  | 41° 38′ 46″ N, 2° 34′ 25″ E / 41.646127°N,2.573553°E ca:Camí del Montnegre, al nord del Montbrugós, prop de Can Magel. 316 msnm                                  | bé cultural d'interès local                |                                        | Modifica les dades a Wikidata |
|        | Can Josepic             | Sant Iscle de Vallalta | masia        |                                                              | 41° 39′ 00″ N, 2° 35′ 10″ E / 41.6499639588283°N,2.58621365385968°E ca:Veïnat de Can Palau, entre els fondos de Can Castellar i de Can Patalina.                 |                                            |                                        | Modifica les dades a Wikidata |
|        | Can Llop                | Sant Iscle de Vallalta | masia        |                                                              | 41° 38′ 07″ N, 2° 33′ 40″ E / 41.6351624015473°N,2.5611910570087°E                                                                                               |                                            |                                        | Modifica les dades a Wikidata |
|        | Can Madró               | Sant Iscle de Vallalta | masia        |                                                              | 41° 37′ 03″ N, 2° 34′ 50″ E / 41.617472207739°N,2.58049188936564°E                                                                                               |                                            |                                        | Modifica les dades a Wikidata |
|        | Can Magel               | Sant Iscle de Vallalta | masia        |                                                              | 41° 38′ 44″ N, 2° 34′ 22″ E / 41.645428836221°N,2.57267334382374°E 295 msnm                                                                                      |                                            | Can Magel                              | Modifica les dades a Wikidata |
|        | Can Maresme             | Sant Iscle de Vallalta | masia        | Estil: arquitectura popular 16th century                     | 41° 38′ 29″ N, 2° 33′ 00″ E / 41.6414°N,2.54991°E 242 msnm | bé cultural d'interès local                | Can Maresme                            | Modifica les dades a Wikidata |
|        | Can Minguet             | Sant Iscle de Vallalta | masia        |                                                              | 41° 39′ 12″ N, 2° 32′ 42″ E / 41.6532215463731°N,2.54490345895109°E 436 msnm                                                                                     |                                            | Can Minguet (Sant Iscle de Vallalta)   | Modifica les dades a Wikidata |
|        | Can Patalino            | Sant Iscle de Vallalta | masia        |                                                              | 41° 38′ 55″ N, 2° 35′ 11″ E / 41.6486679038234°N,2.58648614221783°E                                                                                              |                                            |                                        | Modifica les dades a Wikidata |
|        | Can Patiràs             | Sant Iscle de Vallalta | masia        |                                                              | 41° 38′ 19″ N, 2° 33′ 22″ E / 41.6386380237281°N,2.55619658691562°E                                                                                              |                                            |                                        | Modifica les dades a Wikidata |
|        | Can Pera                | Sant Iscle de Vallalta | masia        | Estil: arquitectura popular                                  | 41° 38′ 47″ N, 2° 34′ 38″ E / 41.64647°N,2.57735°E 284 msnm | bé cultural d'interès local                |                                        | Modifica les dades a Wikidata |
|        | Can Pere Serena         | Sant Iscle de Vallalta | masia        |                                                              | 41° 38′ 20″ N, 2° 33′ 28″ E / 41.6389596527532°N,2.55785135313562°E                                                                                              |                                            |                                        | Modifica les dades a Wikidata |
|        | Can Perera              | Sant Iscle de Vallalta | masia        |                                                              | 41° 38′ 15″ N, 2° 33′ 38″ E / 41.6375292180813°N,2.56064670413688°E 202 msnm                                                                                     |                                            |                                        | Modifica les dades a Wikidata |
|        | Can Pigó                | Sant Iscle de Vallalta | masia        |                                                              | 41° 37′ 50″ N, 2° 34′ 18″ E / 41.6306355676686°N,2.57175058685195°E                                                                                              |                                            |                                        | Modifica les dades a Wikidata |
|        | Can Pona                | Sant Iscle de Vallalta | masia        |                                                              | 41° 38′ 40″ N, 2° 34′ 10″ E / 41.644484°N,2.569331°E ca:Al nord del terme municipal, entre els rials de Can Jaumet dels Crestats i de Can Pona. 273 msnm         | bé cultural d'interès local                | Can Pona (Sant Iscle de Vallalta)      | Modifica les dades a Wikidata |
|        | Can Preses              | Sant Iscle de Vallalta | masia        |                                                              | 41° 37′ 25″ N, 2° 34′ 00″ E / 41.6237264111964°N,2.56677854023502°E                                                                                              |                                            |                                        | Modifica les dades a Wikidata |
|        | Can Puigverd            | Sant Iscle de Vallalta | masia        |                                                              | 41° 37′ 32″ N, 2° 34′ 52″ E / 41.6256442899699°N,2.58118320502516°E                                                                                              |                                            |                                        | Modifica les dades a Wikidata |
|        | Can Pujades             | Sant Iscle de Vallalta | masia        |                                                              | 41° 37′ 42″ N, 2° 34′ 44″ E / 41.6284638512107°N,2.57879995106266°E                                                                                              |                                            |                                        | Modifica les dades a Wikidata |
|        | Can Quelic              | Sant Iscle de Vallalta | masia        |                                                              | 41° 38′ 03″ N, 2° 33′ 44″ E / 41.6341573280986°N,2.56217037282715°E                                                                                              |                                            |                                        | Modifica les dades a Wikidata |
|        | Can Quico               | Sant Iscle de Vallalta | masia        |                                                              | 41° 37′ 22″ N, 2° 34′ 01″ E / 41.62275433332°N,2.56696510746081°E                                                                                                |                                            |                                        | Modifica les dades a Wikidata |
|        | Can Rocosa              | Sant Iscle de Vallalta | masia        | Estil: arquitectura popular                                  | 41° 38′ 38″ N, 2° 33′ 27″ E / 41.643826°N,2.557451°E ca:Veïnat de la Cortada, entre el canal de la Freixa i els torrents de la Roureda i Can Vives. 241 msnm     | bé cultural d'interès local                |                                        | Modifica les dades a Wikidata |
|        | Can Rotllo              | Sant Iscle de Vallalta | masia        |                                                              | 41° 37′ 22″ N, 2° 34′ 01″ E / 41.622913°N,2.566909°E ca:Veïnat de Can Preses. Al marge dret de la riera de Vallalta, al sud del nucli urbà. 138 msnm             | bé cultural d'interès local                |                                        | Modifica les dades a Wikidata |
|        | Can Rovira              | Sant Iscle de Vallalta | masia        |                                                              | 41° 38′ 42″ N, 2° 33′ 22″ E / 41.644970009734°N,2.55617715422133°E                                                                                               |                                            |                                        | Modifica les dades a Wikidata |
|        | Can Sec                 | Sant Iscle de Vallalta | masia        |                                                              | 41° 37′ 17″ N, 2° 34′ 12″ E / 41.6213068222736°N,2.57007176600866°E                                                                                              |                                            |                                        | Modifica les dades a Wikidata |
|        | Can Sorrilla            | Sant Iscle de Vallalta | masia        |                                                              | 41° 37′ 48″ N, 2° 34′ 02″ E / 41.6300691458125°N,2.56721629363114°E                                                                                              |                                            |                                        | Modifica les dades a Wikidata |
|        | Can Vador Pere          | Sant Iscle de Vallalta | masia        |                                                              | 41° 38′ 39″ N, 2° 34′ 10″ E / 41.6441373876307°N,2.56934364914478°E                                                                                              |                                            |                                        | Modifica les dades a Wikidata |
|        | Can Vadó                | Sant Iscle de Vallalta | masia        | Estil: arquitectura popular 17th century                     | 41° 39′ 11″ N, 2° 32′ 40″ E / 41.65312°N,2.54458°E ca:Veïnat de cal Peraire 435 msnm                                                                             | bé cultural d'interès local                | Can Vadó                               | Modifica les dades a Wikidata |
|        | Can Vendrell            | Sant Iscle de Vallalta | masia        |                                                              | 41° 38′ 29″ N, 2° 35′ 04″ E / 41.6412837741987°N,2.58448007271997°E ca:Veïnat de Can Palau, entre els fondos de Can Patalina i de Can Castellar.                 |                                            |                                        | Modifica les dades a Wikidata |
|        | Can Verdura             | Sant Iscle de Vallalta | masia        | Estil: arquitectura popular                                  | 41° 37′ 27″ N, 2° 34′ 20″ E / 41.624248°N,2.572142°E ca:Camí particular paral·lel al carrer de Francesc Macià, a llevant del nucli urbà. 153 msnm                | bé cultural d'interès local                |                                        | Modifica les dades a Wikidata |
|        | Can Vidal               | Sant Iscle de Vallalta | masia        |                                                              | 41° 37′ 49″ N, 2° 34′ 49″ E / 41.6301711821363°N,2.58015745584128°E                                                                                              |                                            |                                        | Modifica les dades a Wikidata |
|        | Can Vila                | Sant Iscle de Vallalta | masia        | Estil: arquitectura popular                                  | 41° 38′ 03″ N, 2° 33′ 55″ E / 41.63415°N,2.56516°E ca:A la solana del turó de Montbrugós, entre els torrents de la Salut, de Can Vermell i de Can Vila. 178 msnm | bé cultural d'interès local                |                                        | Modifica les dades a Wikidata |
|        | Can Vila-seca           | Sant Iscle de Vallalta | masia        |                                                              | 41° 38′ 19″ N, 2° 35′ 02″ E / 41.6387412383075°N,2.58378799128789°E                                                                                              |                                            |                                        | Modifica les dades a Wikidata |
|        | Can Vives de la Cortada | Sant Iscle de Vallalta | masia        | Estil: arquitectura popular 17th century Estat: ruïnós       | 41° 39′ 07″ N, 2° 33′ 13″ E / 41.65208°N,2.55352°E ca:Al quadrant nord-est del terme municipal, al vessant sud del turó d'en Vives. 415 msnm                     | bé cultural d'interès local                |                                        | Modifica les dades a Wikidata |
|        | Can Xau                 | Sant Iscle de Vallalta | masia        |                                                              | 41° 39′ 03″ N, 2° 35′ 22″ E / 41.6507317001807°N,2.58931913427503°E                                                                                              |                                            |                                        | Modifica les dades a Wikidata |
|        | Can Xep                 | Sant Iscle de Vallalta | masia        |                                                              | 41° 38′ 53″ N, 2° 34′ 23″ E / 41.6479791482473°N,2.57301675313658°E                                                                                              |                                            |                                        | Modifica les dades a Wikidata |
|        | Can Xica                | Sant Iscle de Vallalta | masia        |                                                              | 41° 38′ 41″ N, 2° 33′ 22″ E / 41.644798°N,2.556195°E ca:Veïnat de la Cortada, a la confluència dels torrents de la Roureda i de Can Vives. 258 msnm              | bé cultural d'interès local                |                                        | Modifica les dades a Wikidata |
|        | Can Xicrau              | Sant Iscle de Vallalta | masia        | Estil: arquitectura popular                                  | 41° 38′ 16″ N, 2° 33′ 28″ E / 41.637882°N,2.557907°E ca:Veïnat de la Cortada 196 msnm                                                                            | bé cultural d'interès local                |                                        | Modifica les dades a Wikidata |
|        | Can Xona                | Sant Iscle de Vallalta | masia        |                                                              | 41° 38′ 49″ N, 2° 35′ 32″ E / 41.6470306549599°N,2.59210460631982°E                                                                                              |                                            |                                        | Modifica les dades a Wikidata |
|        | Casa vella de Mas Ponç  | Sant Iscle de Vallalta | masia        |                                                              | 41° 39′ 17″ N, 2° 34′ 34″ E / 41.6547190426579°N,2.57613086745982°E                                                                                              |                                            |                                        | Modifica les dades a Wikidata |
|        | Mas Cerdà               | Sant Iscle de Vallalta | masia        |                                                              | 41° 37′ 35″ N, 2° 34′ 10″ E / 41.6264742370888°N,2.56934116404803°E                                                                                              |                                            |                                        | Modifica les dades a Wikidata |
|        | Vil·la Cecília          | Sant Iscle de Vallalta | masia        |                                                              | 41° 37′ 32″ N, 2° 33′ 39″ E / 41.625514637587°N,2.56092035120517°E                                                                                               |                                            |                                        | Modifica les dades a Wikidata |
|        | la Cogulera             | Sant Iscle de Vallalta | masia        |                                                              | 41° 38′ 06″ N, 2° 33′ 21″ E / 41.6349702397597°N,2.55571748327528°E                                                                                              |                                            |                                        | Modifica les dades a Wikidata |

## molí d'aigua
| imatge | Nom                          | Ubicat a               | instància de | Detalls                     | coordenades | Protecció                                  | Commons (més fotos) | Dades a WD                    |
| ------ | ---------------------------- | ---------------------- | ------------ | --------------------------- | ----------- | ------------------------------------------ | ------------------- | ----------------------------- |
|        | Molí de Sant Iscle           | Sant Iscle de Vallalta | molí d'aigua | Estil: arquitectura popular |             | bé integrant del patrimoni cultural català |                     | Modifica les dades a Wikidata |
|        | Molí de la Riera de Vallalta | Sant Iscle de Vallalta | molí d'aigua |                             |             | bé integrant del patrimoni cultural català |                     | Modifica les dades a Wikidata |

## muntanya
| imatge | Nom                    | Ubicat a                            | instància de | Detalls | coordenades                                                            | Protecció | Commons (més fotos) | Dades a WD                    |
| ------ | ---------------------- | ----------------------------------- | ------------ | ------- | ---------------------------------------------------------------------- | --------- | ------------------- | ----------------------------- |
|        | Montbrugós             | Sant Iscle de Vallalta              | muntanya     |         | 41° 38′ 27″ N, 2° 34′ 21″ E / 41.64088056°N,2.57258889°E 355.7 msnm    |           |                     | Modifica les dades a Wikidata |
|        | Pedracastell           | Sant Iscle de Vallalta Canet de Mar | muntanya     |         | 41° 36′ 32″ N, 2° 34′ 25″ E / 41.6088812679°N,2.57368270577°E 287 msnm |           | Pedracastell        | Modifica les dades a Wikidata |
|        | Turó Roig              | Sant Iscle de Vallalta              | muntanya     |         | 41° 37′ 03″ N, 2° 33′ 53″ E / 41.6174°N,2.56471°E 290.9 msnm           |           |                     | Modifica les dades a Wikidata |
|        | Turó d'en Verdura      | Sant Iscle de Vallalta              | muntanya     |         | 41° 37′ 43″ N, 2° 34′ 14″ E / 41.62863889°N,2.57052222°E 184.3 msnm    |           |                     | Modifica les dades a Wikidata |
|        | Turó d'en Vives        | Sant Celoni Sant Iscle de Vallalta  | muntanya     |         | 41° 39′ 33″ N, 2° 33′ 18″ E / 41.659259°N,2.555131°E 760 msnm          |           | Turó d'en Vives     | Modifica les dades a Wikidata |
|        | Turó de Noé            | Sant Iscle de Vallalta              | muntanya     |         | 41° 36′ 54″ N, 2° 33′ 38″ E / 41.61500556°N,2.56068056°E 305.1 msnm    |           |                     | Modifica les dades a Wikidata |
|        | Turó de l'Oller        | Sant Iscle de Vallalta              | muntanya     |         | 41° 38′ 02″ N, 2° 33′ 07″ E / 41.63385444°N,2.551845°E 343.7 msnm      |           |                     | Modifica les dades a Wikidata |
|        | Turó dels Pins Grossos | Sant Iscle de Vallalta              | muntanya     |         | 41° 37′ 20″ N, 2° 33′ 54″ E / 41.62236111°N,2.56505833°E 209.1 msnm    |           |                     | Modifica les dades a Wikidata |
|        | la Cogulera            | Sant Iscle de Vallalta              | muntanya     |         | 41° 38′ 07″ N, 2° 33′ 18″ E / 41.63533028°N,2.55500278°E 307.8 msnm    |           |                     | Modifica les dades a Wikidata |

## pont
| imatge | Nom                                  | Ubicat a               | instància de | Detalls                       | coordenades | Protecció | Commons (més fotos) | Dades a WD                    |
| ------ | ------------------------------------ | ---------------------- | ------------ | ----------------------------- | --- | --------- | ------------------- | ----------------------------- |
|        | Pont de Can Ginebre                  | Sant Iscle de Vallalta | pont         | 20th century Estat: bon estat | 41° 37′ 20″ N, 2° 34′ 43″ E / 41.62233°N,2.57865°E ca:Sobre la riera de Vallalta, en el PK 22.9 de la carretera BV-5128. 90 msnm |           |                     | Modifica les dades a Wikidata |
|        | Pont del polígon industrial del Molí | Sant Iscle de Vallalta | pont         | 20th century Estat: bon estat | 41° 37′ 20″ N, 2° 34′ 43″ E / 41.62233°N,2.57865°E ca:Sobre la riera de Vallalta, en el pk 22,3 de la carretera BV-5128. 90 msnm |           |                     | Modifica les dades a Wikidata |

## Misc
| imatge | Nom                                         | Ubicat a               | instància de       | Detalls                     | coordenades | Protecció                                  | Commons (més fotos) | Dades a WD                    |
| ------ | ------------------------------------------- | ---------------------- | ------------------ | --------------------------- | --- | ------------------------------------------ | ------------------- | ----------------------------- |
|        | Antiga rectoria                             | Sant Iscle de Vallalta | edifici            | Estil: arquitectura popular | 41° 37′ 23″ N, 2° 34′ 10″ E / 41.62301°N,2.56941°E ca:Carrer de l'Església, núm. 29. Al centre urbà, dins el barri de la Poca Farina.                  | bé cultural d'interès local                |                     | Modifica les dades a Wikidata |
|        | Aqüeducte del molí de Sant Iscle            | Sant Iscle de Vallalta | aqüeducte pont     |                             | 41° 37′ 31″ N, 2° 33′ 59″ E / 41.62525°N,2.56631°E ca:Av. De Barcelona, entre els números 26-28. Al tram inferior del torrent de Ca l'Aranyó. 123 msnm |                                            |                     | Modifica les dades a Wikidata |
|        | Pedra de les Olles                          | Sant Iscle de Vallalta | megàlit petròglif  |                             | massís del Montnegre | bé integrant del patrimoni cultural català |                     | Modifica les dades a Wikidata |
|        | Polígon industrial El Molí                  | Sant Iscle de Vallalta | polígon industrial |                             | 41° 37′ 15″ N, 2° 34′ 20″ E / 41.6209541990924°N,2.57212674283162°E                                                                                    |                                            |                     | Modifica les dades a Wikidata |
|        | casa consistorial de Sant Iscle de Vallalta | Sant Iscle de Vallalta | casa consistorial  |                             | 41° 37′ 28″ N, 2° 34′ 09″ E / 41.62432°N,2.5691537°E                                                                                                   |                                            |                     | Modifica les dades a Wikidata |
|        | castell de Vallalta                         | Sant Iscle de Vallalta | castell            |                             | |                                            |                     | Modifica les dades a Wikidata |